# Vanguard Car Rental USA
Vanguard Car Rental USA Inc. ist ein US-amerikanisches Mietwagenunternehmen mit Sitz in Tulsa, Oklahoma. Vanguard betreibt unter den Marken Alamo Rent A Car und National Car Rental über 1500 Vermietstationen in den USA und Kanada. Die Mietwagenflotte zählt etwa 275.000 Fahrzeuge. Vanguard kaufte Alamo und National 2003 von der ANC Rental Corporation.
Im März 2007 übernahm Europcar die europäischen Aktivitäten der Marken National Car Rental und Alamo Rent A Car, Vanguard konzentriert sich seitdem auf den nordamerikanischen Markt. Im August 2007 verkaufte der bisherige Eigentümer des Unternehmens, der Finanzinvestor Cerberus, Vanguard an den Konkurrenten Enterprise (Autovermietung).